# Tomorrow Never Knows
A Tomorrow Never Knows a The Beatles dala az 1966-os Revolver albumról. John Lennon írta, és Lennon–McCartney szerzemény. Habár az albumon ez a zárószám, mégis ez került rögzítésre először.
A dal adta az eredeti címét az 1997-es A holnap markában (angolul Tomorrow Never Dies) című James Bond-filmnek. Valamint a Mad Men – Reklámőrültek című sorozat 5. évad 8. epizódjában is felcsendül a dal (melynek jogdíjáért a Lionsgate stúdió 250 ezer dollárt fizetett a Sonynak.)

## A dal megírása
A dalt Lennon 1966 januárjában kezdte el írni. Alapötlete Timothy Leary 1964-es The Psychedelic Experience: A Manual Based on the Tibetan Book of the Dead című könyve adta, ami a Tibeti halottaskönyv egyik sajátos értelmezése volt. Ezt később George Harrison és maga John Lennon is megerősítette. A könyvet Lennon az otthonában olvasta, egy kábítószeres utazása alatt. Ebből vette át az egyik sorát ("Turn off your mind, relax and float downstream"). A dal is követi a könyv tartalmát, mely az LSD-használaton keresztül vezetné a fiatalokat a szellemi megvilágosodás felé. Harrison később így nyilatkozott a dal szövegével kapcsolatban: 

„Lényegében azt mondja el, miről szól a meditáció. Arról, hogy az ember kilépjen az elalvás-álom-ébredés körforgásából... Nem vagyok biztos benne, hogy maga John is teljesen felfogta volna, mi mindent mondott ezzel a szöveggel. Kapiskált valamit, megragadt néhány szónál, és dalba formálta őket, de nem hiszem, hogy átélte volna mindazt, amiről a dal szövege szól.”

– George Harrison

A dal címe (ami egyszer sem hangzik el) az A Hard Day's Nighthoz hasonlóan Ringo Starrtól származik. Egy 1964-es televíziós interjúban arra a kérdésre, hogy tényleg bántalmazták-e Amerikában, Ringo kifejtette, hogy csak egy darabot vágtak le hajából, majd ezt a mondatot is hozzátette: "a holnapot sosem tudhatjuk...". A mű az EMI stúdió április 6-i dokumentációi szerint a Mark I munkacímet viselte. Neil Aspinall emlékei szerint később a The Void (Az űr) címet kapta. A szerző ragaszkodott ehhez a címhez, de a dal utómunkálatai alatt át kellett keresztelnie Tomorrow Never Knowsra, hogy ne vádolják meg kábítószeres dal írásával.

## A dal felvétele és változatai
A dal zenei alapját 1966. április 6-án vették fel. A dal hangzása C-dúr akkordú. George Martintól azt kérte Lennon, hogy a hangja úgy hangozzon, mintha a dalai láma egy hegytetőn énekelne, miközben a háttérben 4000 buddhista szerzetes kántál. Ezt úgy érték el, hogy az éneket egy Hammond Leslie hangszóró forgó tölcsérén vezette keresztül (ezt a hangzást a szerző később elégedetlennek találta). A szerkezet megbütykölését az akkor 20 éves Geoff Emerick hangmérnök végezte el. A dal különös hangzásához Ringo hipnotikus dobszólamot játszott fel.
Másnap az együttes tagjai az alapra rámásolták az otthoni Brennel magnókazettákon rögzített szalaghurkokat. Ez Paul McCartney ötlete volt. Összesen öt darab hurkot használtak fel:
- "sirály" effekt (amely McCartney nevetése felgyorsítva) (0:07)
- egy B-dúr zenekari akkord (0:19)
- fuvolahangszínnel megszólal Mellotron (0:22)
- egy vonós hangszínre állított Mellotron (6/8 ütemben lépked B és C akkord között) (0:38)
- végül egy szitáron játszott, emelkedő futam, erős hangszínnel, felgyorsítva (0:56)[16]

A szalaghurkok többségét eltérő sebességgel, visszafordítva, felhangosítva vagy lehalkítva játszották le. 
A dalhoz április 22-én vettek fel egy szitárdallamot (ezt a végleges dal 00:56-01:07 közötti részében hallható). Április 27-én már a dal keverése zajlott le. Ekkor alkalmazták először a zenetörténelemben a mesterséges duplázást (ADT-t). Azonban a júniusi utómunkáknál derült ki, hogy a George Martin által preferált 8-as mix helyett a 11-es került fel (ezen a szólóvokál tisztább, az effektek erősebbek, valamint a dal végén hallható zongoraszólam és befejező rész is 3-4 másodperccel hosszabb). Végül Martin által a Beatles által jóváhagyott változatot cserélték ki.
A dal 1966-os monó és sztereó változat a használt effektek terén eltér. Az 1996-os Anthology 2 albumon a szám első felvétele hallható. A 2006-os Love albumon pedig egyvelegként szerepel a Within You Without You dallal.

## Feldolgozások
- Phil Collins 1981-es Face Value debütáló albumán
- Trouble együttes az 1995-ös Plastic Green Head albumon

## Közreműködött
Ian MacDonald állítása szerint:

### The Beatles
- John Lennon – ének,Hammond-orgona, Mellotron, szalaghurkok
- Paul McCartney – basszusgitár, szalaghurkok
- George Harrison – gitárok, szitárok, tambura, szalaghurok
- Ringo Starr – dob, csörgődob, szalaghurok

### További közreműködő
- George Martin – zongora

## Fordítás
Ez a szócikk részben vagy egészben  a   Tomorrow Never Knows című angol Wikipédia-szócikk fordításán alapul.  Az eredeti cikk szerkesztőit annak laptörténete sorolja fel. Ez a jelzés csupán a megfogalmazás eredetét és a szerzői jogokat jelzi, nem szolgál a cikkben szereplő információk forrásmegjelöléseként.

## Jegyzet
1. ↑  Tomorrow Never Knows (brit angol nyelven). The Beatles Bible, 2008. március 16. (Hozzáférés: 2025. január 31.)
2. ↑  Bánosi György, Tihanyi Ernő. Beatles zenei kalauz, 87. o. (1999)
3. ↑  Feirstein, Bruce: Bruce Feirstein: The Tao of Bond-Film Naming (amerikai angol nyelven). Vanity Fair, 2008. január 29. (Hozzáférés: 2025. január 31.)
4. ↑  Jurgensen, John. „'Mad Men' Studio Lionsgate Paid $250,000 for Beatles Song 'Tomorrow Never Knows' From 'Revolver'”, Wall Street Journal, 2012. május 7. (Hozzáférés: 2025. január 31.) (amerikai angol nyelvű)
5. ↑  Sisario, Dave Itzkoff and Ben: How 'Mad Men' Landed the Beatles: All You Need Is Love (and $250,000) (angol nyelven). ArtsBeat, 2012. május 7. (Hozzáférés: 2025. január 31.)
6. ↑   The Beatles antológia. Budapest: Kossuth Kiadó, 209. o. (2001)
7. ↑  Bánosi György, Tihanyi Ernő. Beatles zenei kalauz, 86. o. (1999)
8. ↑  Beviglia, Jim: The Beatles Lyric That Embraced Psychedelia With Open Arms (amerikai angol nyelven). American Songwriter, 2024. december 7. (Hozzáférés: 2025. január 31.)
9. ↑   The Beatles antológia. Budapest: Kossuth Kiadó, 210. o. (2001)
10. ↑  Mark Lewisohn. The Complete Beatles Recording Sessions: The Official Story of the Abbey Road Years 1962–1970. London: Bounty Books, 82. o. [1988] (2005)
11. ↑  Ian MacDonald. A fejek forradalma. Helikon Kiadó, 242. o. (2015)
12. ↑  Tomorrow Never Knows — The Beatles’ song was a catalyst for psychedelia (brit angol nyelven). ig.ft.com. (Hozzáférés: 2025. január 31.)
13. ↑   The Beatles antológia. Budapest: Kossuth Kiadó, 210–211. o. (2001)
14. ↑  Ian MacDonald. A fejek forradalma. Helikon Kiadó, 244–245. o. (2015)
15. ↑  Barry Miles. Paul McCartney. Cartaphilus Kiadó, 325–326. o. (2009)
16. ↑  Ian MacDonald. A fejek forradalma. Helikon Kiadó, 245. o. (2015)
17. ↑  Ian MacDonald. A fejek forradalma. Helikon Kiadó, 246. o. (2015)
18. ↑  The story of how 'Tomorrow Never Knows' transformed music (amerikai angol nyelven). faroutmagazine.co.uk, 2024. július 22. (Hozzáférés: 2025. január 31.)
19. ↑  Marsi József. Beatles kódex, 82. o. (2022)
20. ↑  Marsi József. Beatles kódex, 282. o. (2022)
21. ↑  MacDonald. A fejek forradalma, 239. o. (2015)